# Gedeone (nome)
Gedeone  è un nome proprio di persona italiano maschile.

## Varianti in altre lingue
- Catalano: Gedeó[5]
- Ebraico: גִּדְעוֹן (Gid'on, Gidh'on, Gideon)[1][4][6][7][8]
- Francese: Gédéon
- Greco biblico: Γεδεών (Gedeón)[1][4][6]
- Inglese: Gideon[6]
- Latino: Gedeon[1][4][6]
- Polacco: Gedeon
- Portoghese: Gideão
- Russo: Гидеон (Gideon)
- Spagnolo: Gedeón[5]

## Origine e diffusione

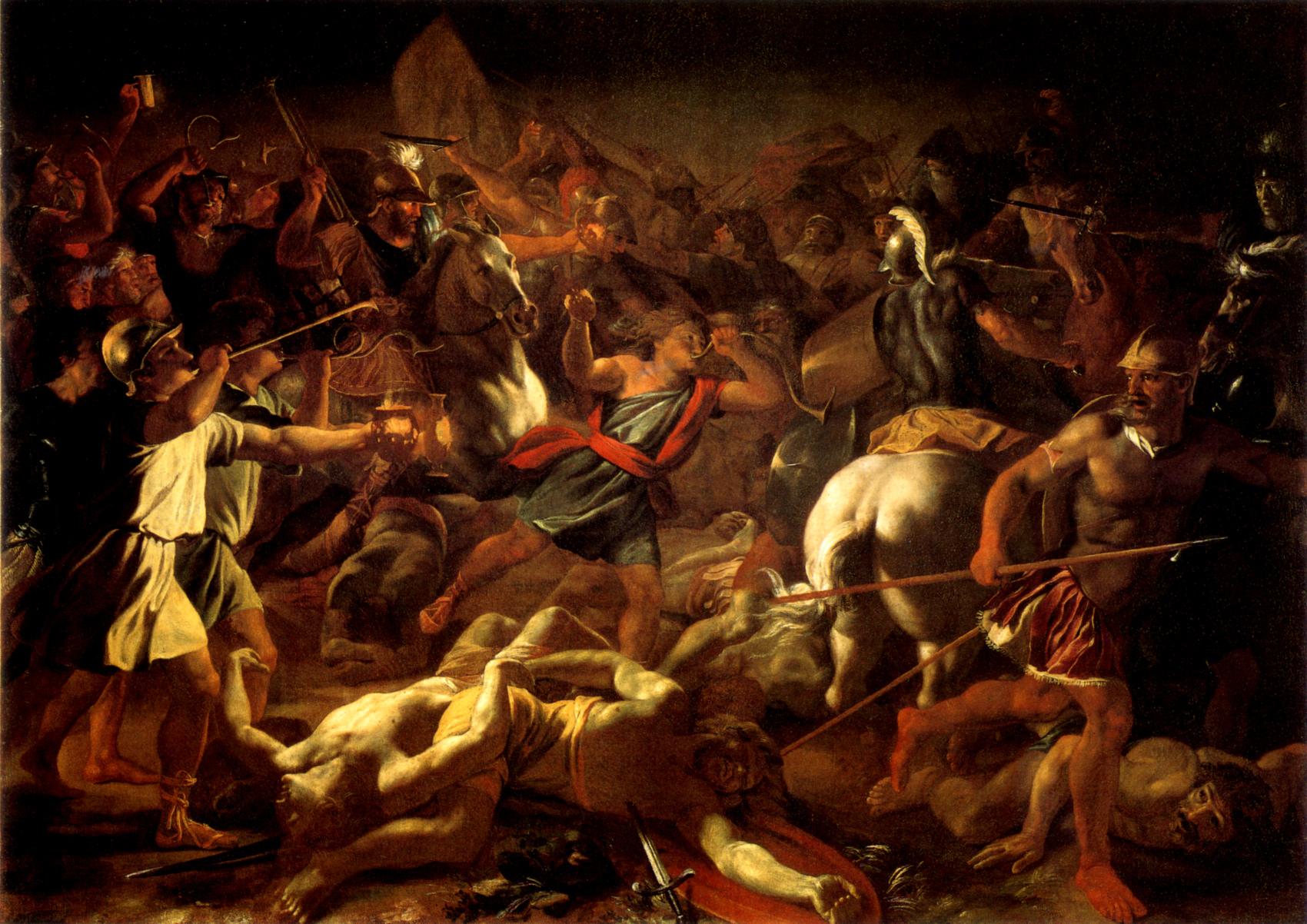
La vittoria di Gedeone sui Madianiti, di Nicolas Poussin

Deriva, tramite il latino ecclesiastico Gedeon e il greco biblico Γεδεών (Gedeón), dal nome ebraico גִּדְעוֹן (Gid'on, Gidh'on); esso è portato, nell'Antico Testamento, da Gedeone, Giudice, guerriero e profeta, la cui storia è narrata nel libro dei Giudici.
Esso deriva dalla radice ebraica ga'da' ("tagliare", "mutilare", "abbattere", "mozzare"), ma il significato non è del tutto chiaro. Secondo alcune fonti vorrebbe dire "monco", "privo di una mano/un piede", o "tagliato", "mozzato": in questo caso, esso sarebbe nato come soprannome per indicare un difetto fisico, situazione non rara nell'onomastica ebraica (così come in quella di altre culture). Le fonti più moderne lo interpretano invece, di solito, come "taglialegna", "tagliapietre" (o "che rompe", "che spezza", "che uccide").
In Italia, il nome è molto raro; le poche occorrenze sono attestate al Nord, oltre metà delle quali nelle Venezie. In inglese, nella forma Gideon, è in uso sin dalla Riforma protestante, e conobbe una notevole popolarità specialmente tra i Puritani.

## Onomastico
L'onomastico si può festeggiare in memoria di più santi, alle date seguenti:
- 8 agosto, san Gedeone, vescovo di Besançon[10]
- 26 settembre (1º o 12 settembre in alcuni calendari[1][2][5]), san Gedeone, Giudice e condottiero d'Israele[10][11]
- 1º novembre, san Cadfan, chiamato anche Gideon, monaco, missionario in Galles[10]

## Persone

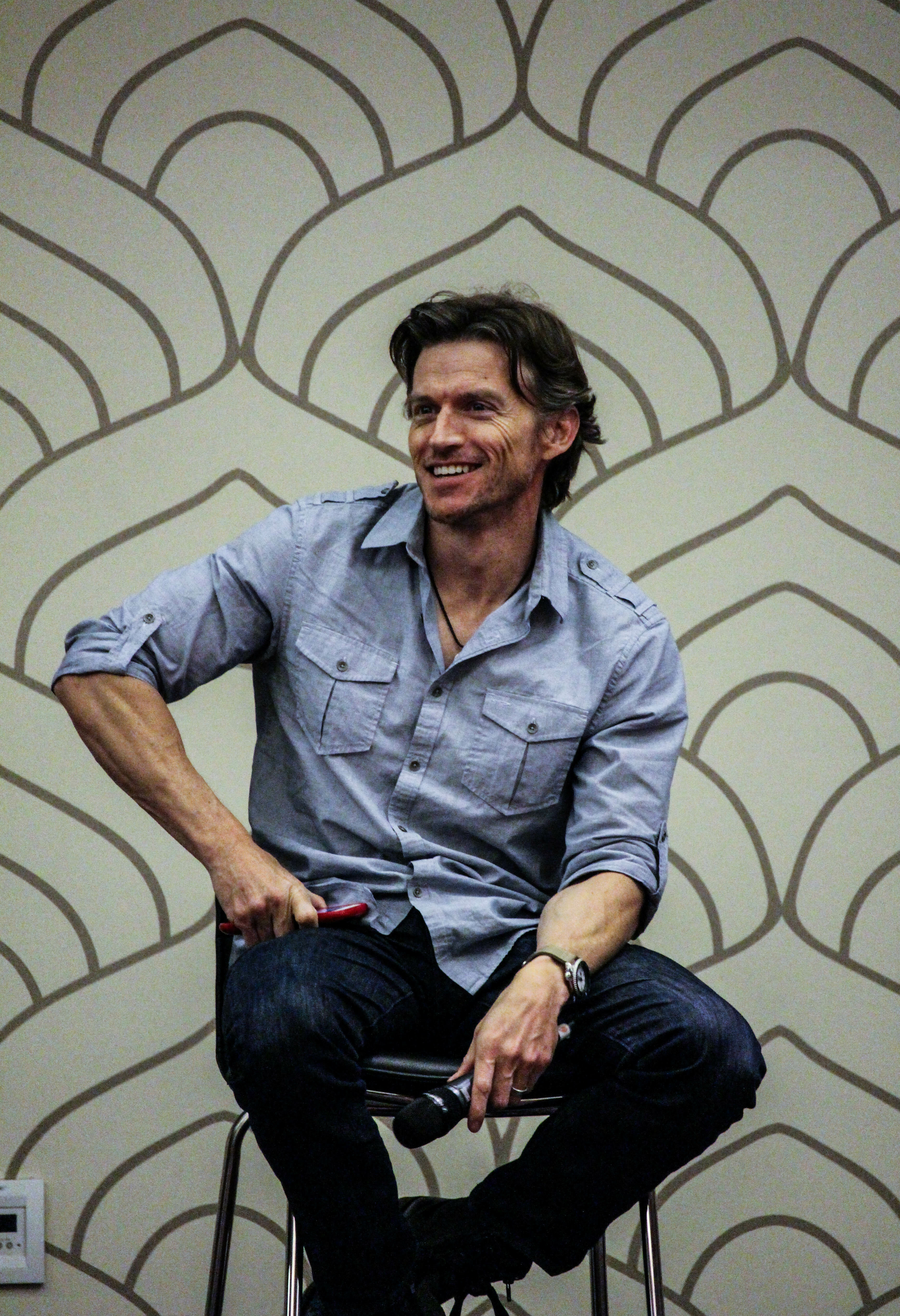
Gideon Emery

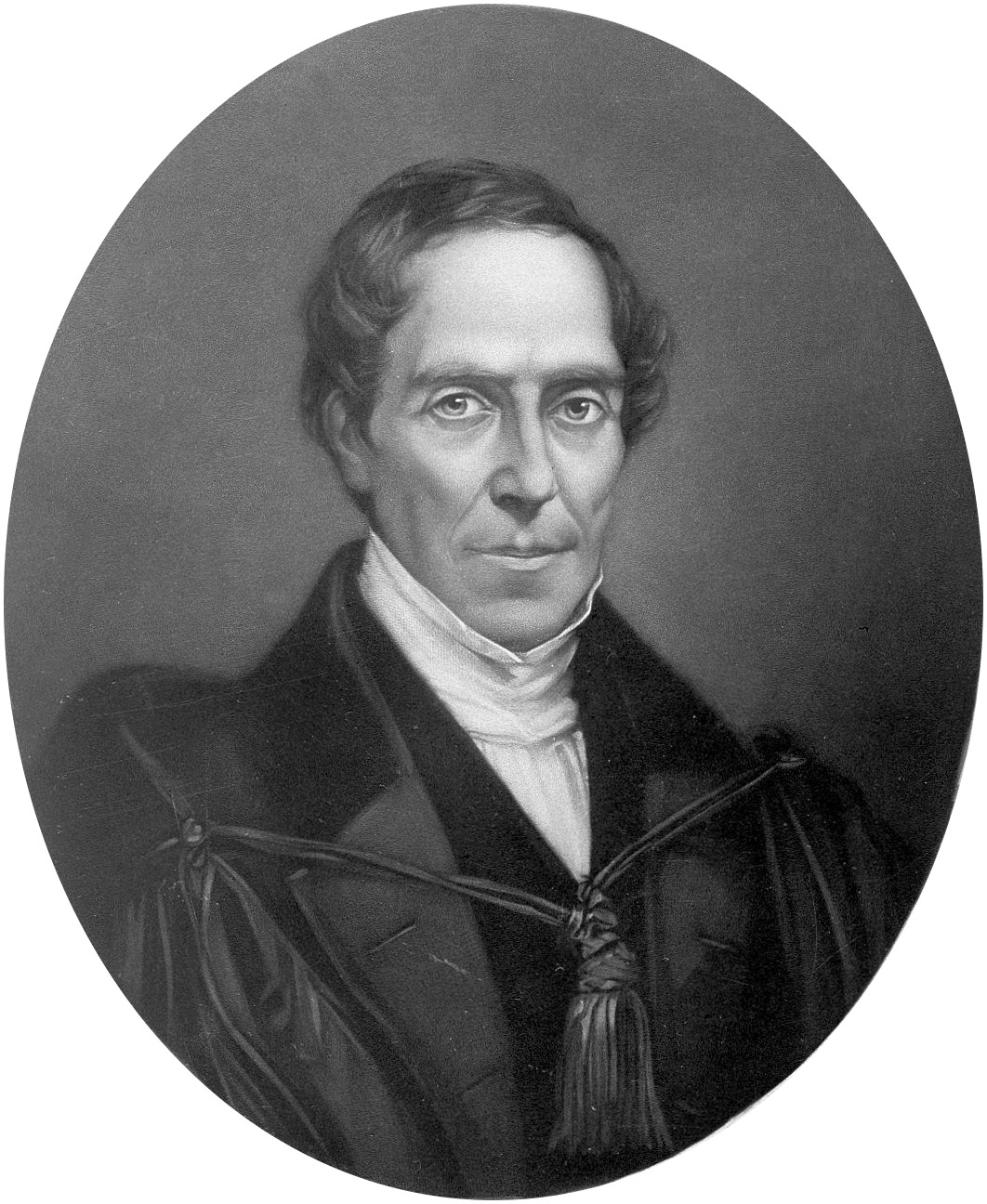
Gideon Mantell

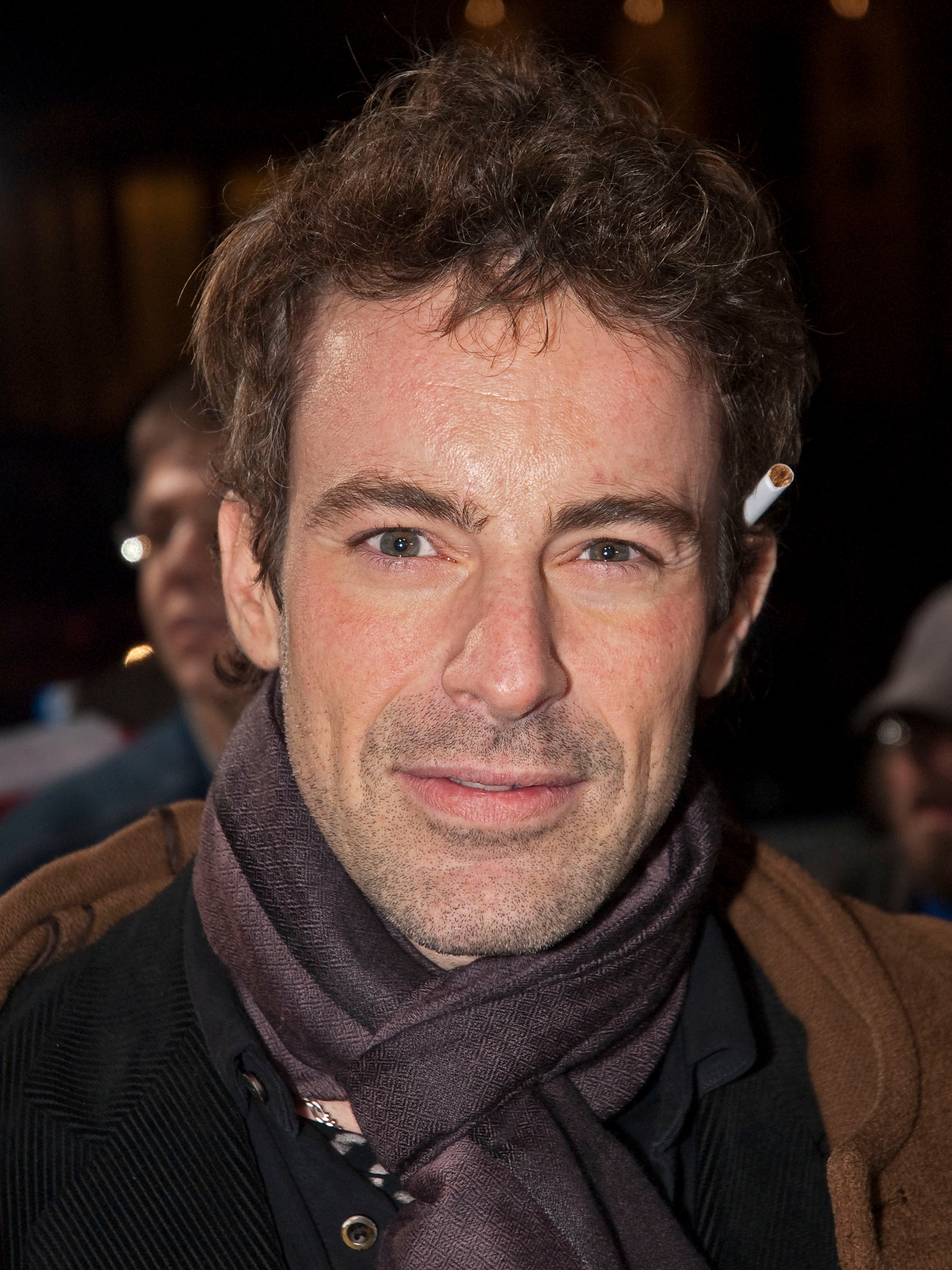
Gedeon Burkhard

- Gedeone Carmignani, soprannome di Pietro Carmignani, calciatore e allenatore di calcio italiano

### Variante Gideon
- Gideon Baah, calciatore ghanese
- Gideon Emery, attore e cantante inglese
- Gideon Granger, politico statunitense
- Gideon S. Ives, politico e avvocato statunitense
- Gideon Klein, pianista e compositore cecoslovacco
- Gideon Mantell, geologo e paleontologo britannico
- Gideon Omokirio, calciatore e giocatore di beach soccer salomonese
- Gideon Raff, regista, sceneggiatore e produttore televisivo israeliano
- Gideon Ståhlberg, scacchista svedese
- Gideon Sundbäck, ingegnere svedese naturalizzato statunitense
- Gideon Toury, traduttore e linguista israeliano
- Gideon van Zyl, politico sudafricano
- Gideon Welles, politico statunitense

### Variante Gedeon
- Gedeon Barcza, scacchista ungherese
- Gedeon Burkhard, attore tedesco
- Gedeon Eugen Lukács, calciatore ungherese
- Gedeon Richter, farmacista e imprenditore ungherese

### Altre varianti
- Gideão, calciatore portoghese
- Gédéon Naudet, regista, sceneggiatore e produttore cinematografico francese
- Gédéon Tallemant des Réaux, scrittore e poeta francese

## Il nome nelle arti
- Gedeone è un personaggio della serie televisva C'era una volta.
- Gideon è un personaggio della serie televisiva Streghe.
- Gedeone de' Paperoni, fratello di Paperone, è un personaggio dei fumetti Disney che compare in diverse storie di produzione italiana.
- Gideon de Villiers è un personaggio della serie di romanzi della Trilogia delle Gemme, scritta da Kerstin Gier.
- Gideon Fell è il protagonista di vari romanzi gialli scritti da John Dickson Carr.
- Gideon Goddard è un personaggio della serie televisiva Mr. Robot.
- Gideon Nav è la protagonista del romanzo Gideon la Nona, scritto da Tamsyn Muir.
- Gideon Oliver è un personaggio dei romanzi di Aaron Elkins.
- Gedeone Pontipee (nome originale Gideon Pontipee) è un personaggio del film musicale del 1954 Sette spose per sette fratelli e dei musical teatrali tratti da esso.